# Channel electron multiplier
Il channel electron multiplier (C.E.M.), o channeltron, è un tipo di elettromoltiplicatore a dinodo continuo. È uno dei rivelatori più usati in spettrometria di massa. La forma del rivelatore è a cornucopia, si mette ortogonale al percorso degli ioni e si usa un potenziale per farli entrare. La forma curva serve a far sì che gli ioni che tornano indietro non si sommino agli altri. Il rivelatore è fatto di silice, e il materiale resistivo è composto da ossidi di metalli pesanti.